# Reformierte Kirche Zizers

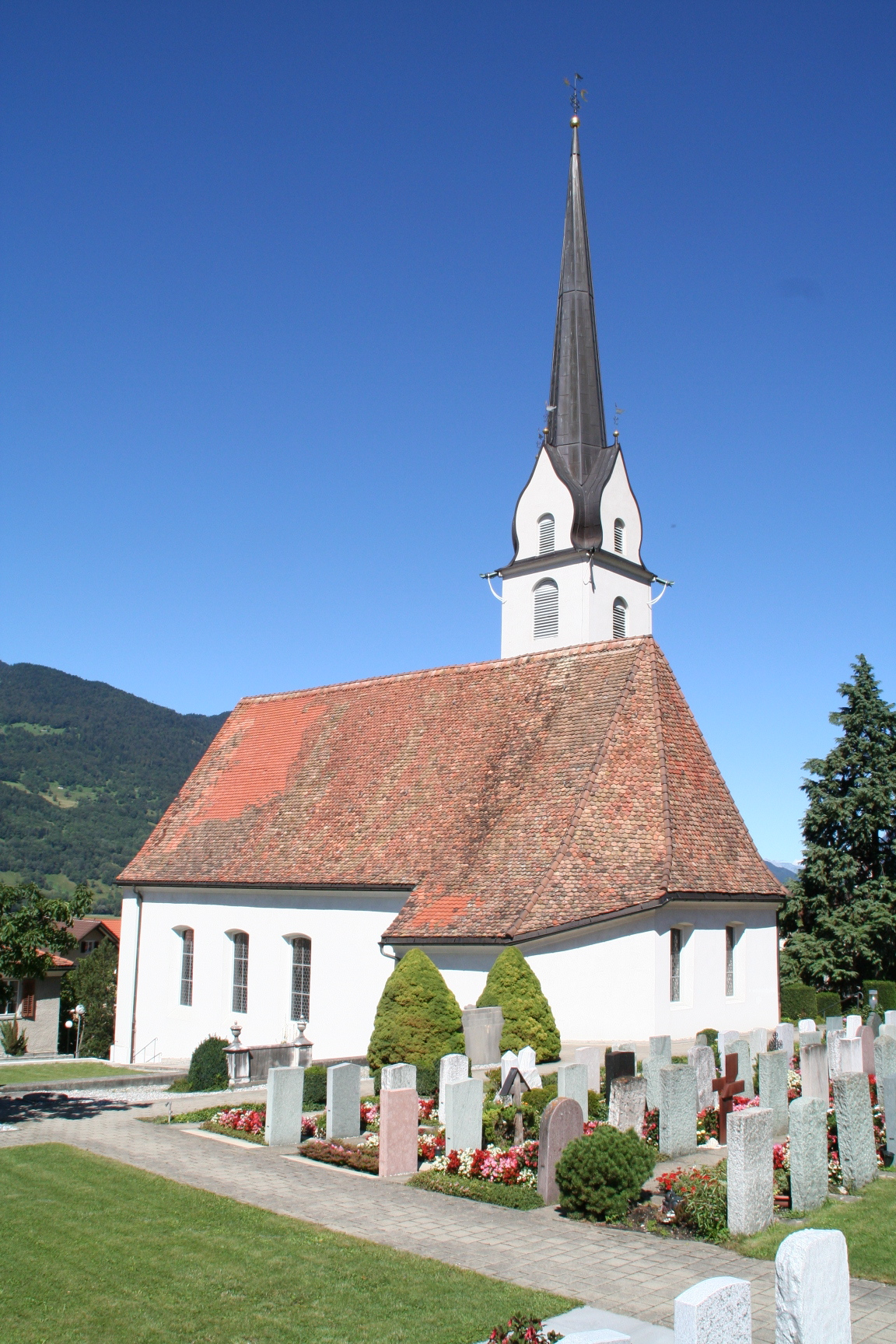
Aussenansicht

Die reformierte Kirche in Zizers im Churer Rheintal ist ein evangelisch-reformiertes Gotteshaus unter dem Denkmalschutz des Kantons Graubünden. Letztmals restauriert wurde sie 1996/97.

## Geschichte und Ausstattung
Ersturkundlich bezeugt ist die Kirche 1340 unter dem Patrozinium von St. Andreas. Mit Beginn der Bündner Wirren Anfang des 17. Jahrhunderts bildete sich in Zizers eine reformierte Kirchgemeinde, die in der Minderheit blieb, sich jedoch behaupten konnte, so dass Zizers zu einem der in Graubünden seltenen paritätischen Dörfer wurde.
Etwa drei Jahrzehnte wurde die grosse St. Peter und Paul-Kirche an der Hauptstrasse simultan von beiden Konfessionen genutzt, bevor 1644 St. Andreas an die Reformierten übertragen wurde. 1711 wurde eine Vergrösserung auf die heutigen Ausmasse gemäss den Anforderungen einer reformierten Predigtkirche nötig. 1907 wurde der Turmhelm der Kirche mit Kupfer überzogen. 
Die Orgel auf der Empore im hinteren Teil der Kirche ist neueren Datums und wurde 1980 von der Manufaktur Orgelbau Felsberg gebaut. Sie verfügt über neun Register auf einem Manual und Pedal. Sie löste ein Vorgängerinstrument von 1891 der Orgelbau Kuhn AG ab, das 1950 von Willy Büttikofer umgebaut worden war.
Im Kirchturm mit Spitzhelm hängen vier Glocken. Die vierte und kleinste Glocke mit einem Gewicht von 225 Kilogramm wurde in der Innsbrucker Glockengießerei Grassmayr gegossen und am 17. September 2011 aufgezogen und eingeweiht. Sie ersetzt eine Glocke, deren Fehlen bei Renovationsarbeiten einige Jahre zuvor festgestellt wurde.
Pfarrer seit 1834
| - 1834–1842: Johann Georg Monsch - 1842–1853: Emil Obergehtmann - 1853–1856: Hermann Schuster - 1856–1871: Gabriel Marty - 1871–1874: Andreas Baumgartner - 1874–1881: Johann Durisch - 1881–1883: Daniel August Ludwig - 1883–1911: Martin Klotz - 1911–1928: Joos Roffler - 1928–1930: Oskar Zanetti - 1930–1931: Sigmund Lechner - 1931–1941: Karl Trippel - 1941–1945: Konrad Niederer - 1945–1949: Leo Mayer | - 1949–1954: Paul Hassler - 1954–1959: Christoph Burkhardt - 1959–1969: Jakob Grest - 1969–1981: Peter Friedrich Felix - 1981–1990: Rudolf Wöhrle - 1990–1991: Thomas Mory und Georg Leiberich (Provisoren, siehe hierzu Bündner Synode) - 1991–1993: Arno Herrmann (Provisor) - 1993–1999: Hans-Joachim Kuhn - 1999–2002: Stefan Hügli (Provisor) - 2001–2003: Jan Andrea Bernhard (Provisor) - 2003–2009: Jens Köhre - 2006–2009: Evelyn Cremer - 2009–2024: Heinz-Ulrich Richwinn - seit 2024: Adorján Török-Csingó (Provisor) |

## Kirchliche Organisation
Die Evangelisch-reformierte Landeskirche Graubünden führt Zizers, das von 1974 bis 2001 in Pastorationsgemeinschaft mit den anderen Gemeinden der Fünf Dörfer stand, als eigenständige Kirchgemeinde.

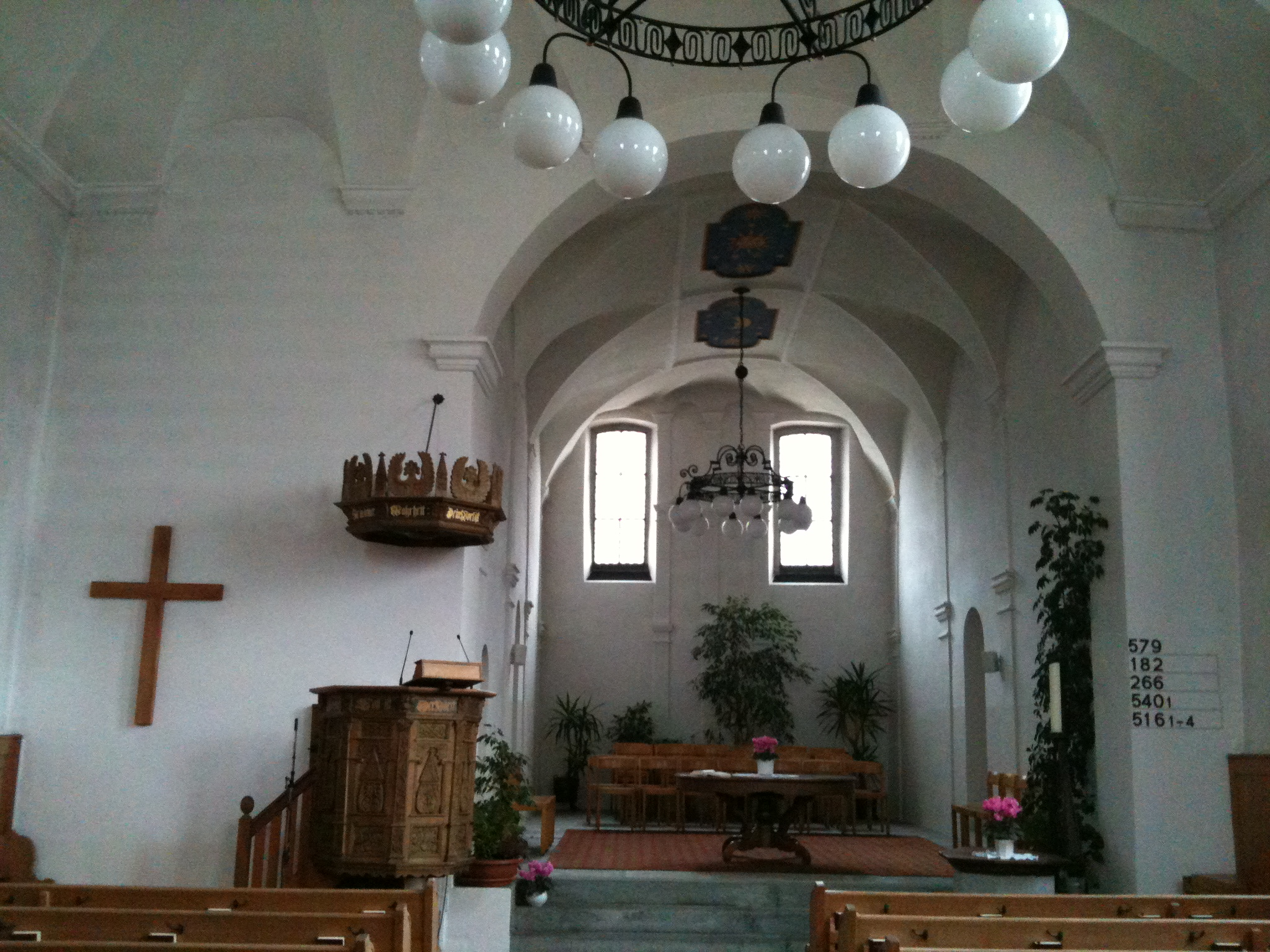
Inneres der Kirche
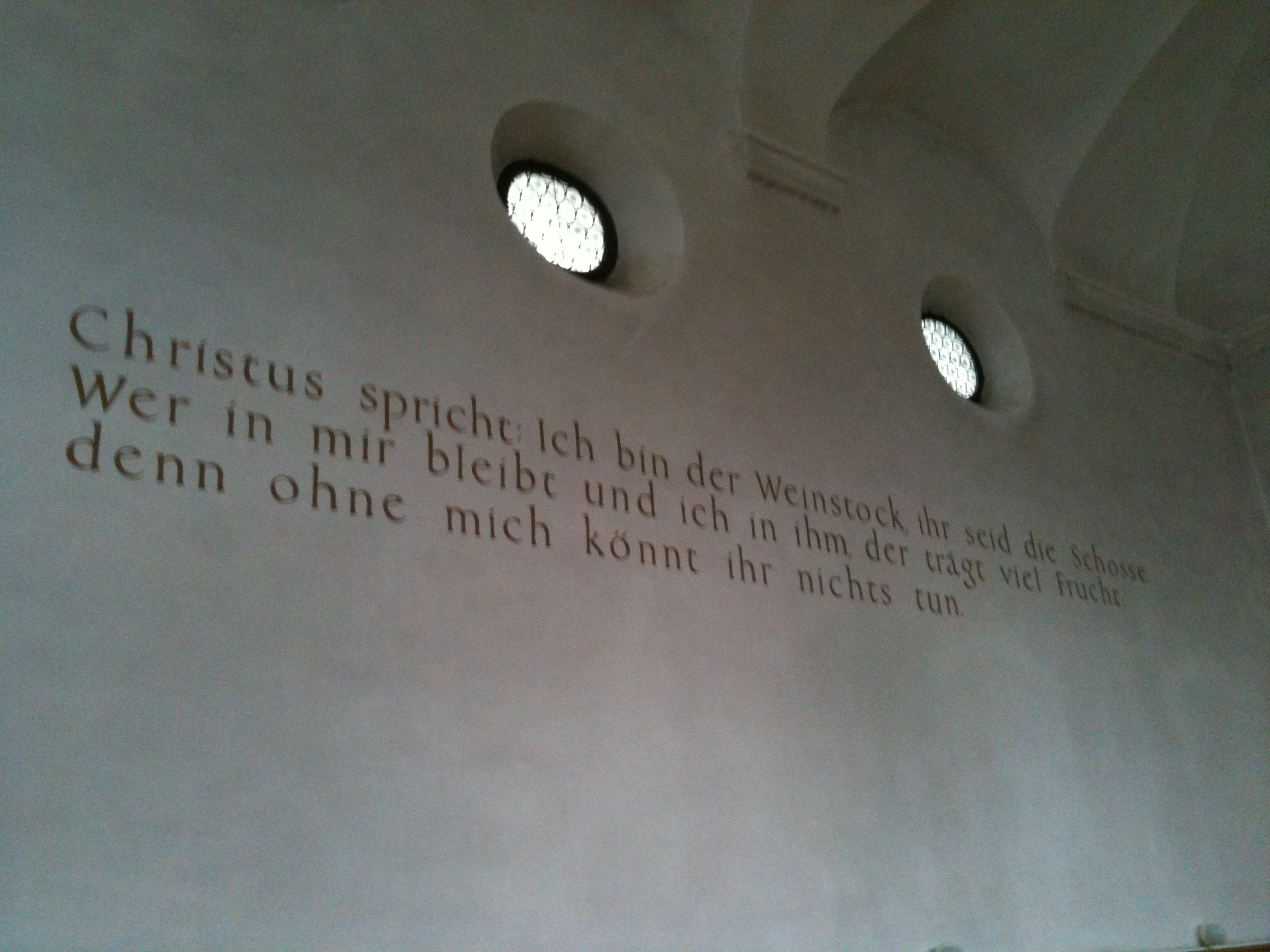
Jesus-Wort als Wandinschrift im Kirchenschiff